# تاريخ سكيكدة

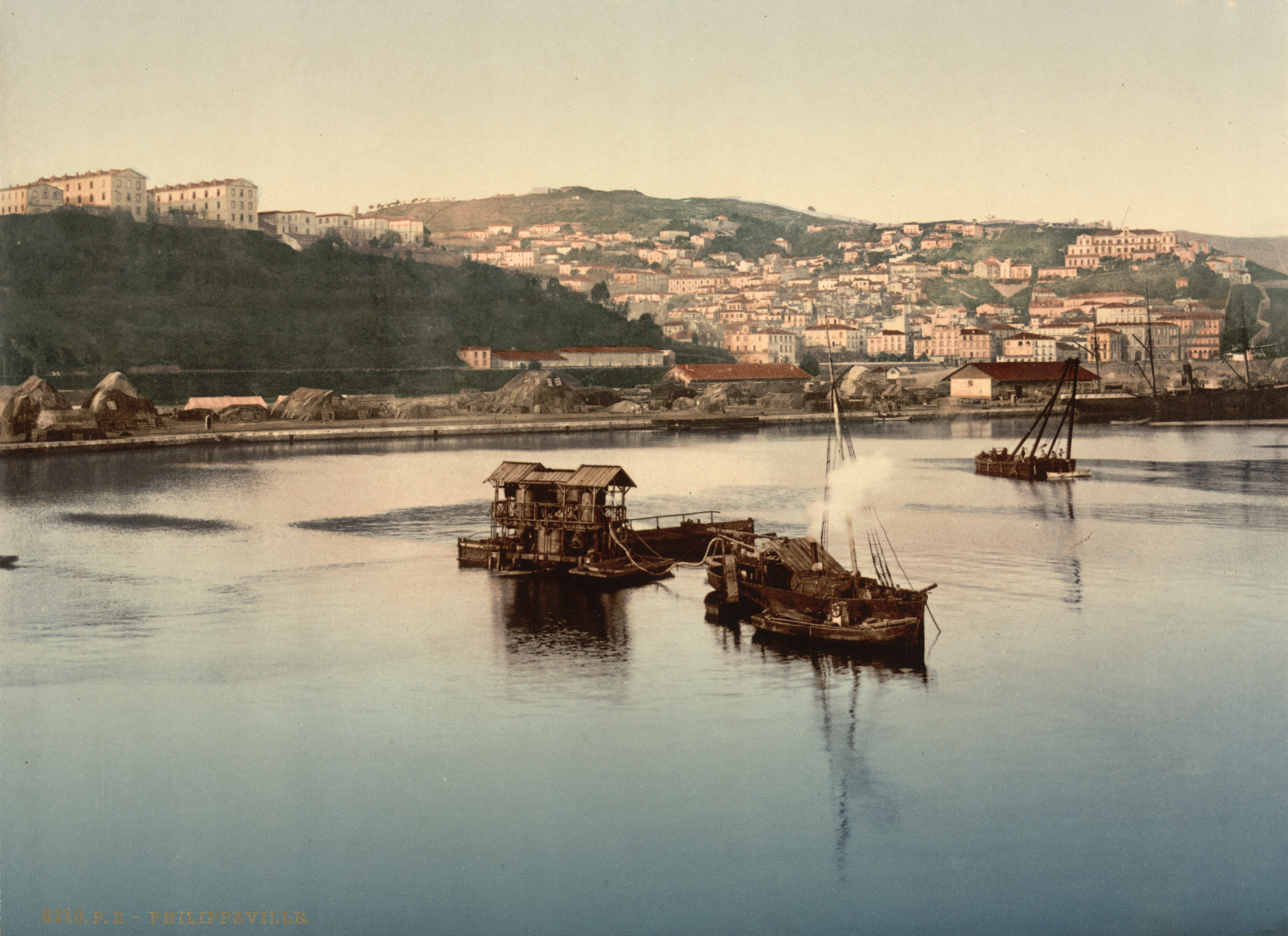

تاريخ سكيكدة يعود إلى العهد الفينيقي عندما قام الفينيقيون ما بين القرنين الحادي عشر والثاني عشر قبل الميلاد بتأسيس عدد من المستعمرات المرفئية التجارية في المنطقة، مثل تصفتصف (الصفصاف) نسبة لأشجار الصفصاف، وبعد هزيمة قرطاجة في الحرب البونيقية الثانية (218-202 ق.م) أصبحت روسيكادا وأستورا من ممتلكات ماسينيسا ملك نوميديا فتطورت روسيكادا تطورا كبيرا خلال الفترة النوميدية وأصبحت تساهم في تحسين العلاقات التجارية بين الرومان ونوميديا وكانت تصدّر اللحوم والزيتون والثمار إلى الرومان وكل مستعمراتهم.
وبعد سقوط مملكة نوميديا عام 105 ق.م، أصبحت روسيكادا من المستعمرات الرومانية وكانت تسمى بـ (كولونيا فينيريا روسيكادا) ودخلت روسيكادا في الكونفدرالية الرومانية التي ضمت المدن المهمة سيرتا (قسنطينة)، ميلاف (ميلة) وشولو (القل) وتحول اسم تصفتصف إلى (ثابسوس)، وقام الرومان بمد روسيكادا بشبكات من الطرق تمدها بعدد من المدن من أجل تسهيل نقل المنتجات الزراعية وقد كانت المدينة قوية وثرية في عهد الأباطرة الأنطونيين (96-182 م)، حيث بلغ عدد سكانها الـ 100 ألف نسمة.
ومع قدوم الوندال انتهت نهاية مأساوية وعانت المدينة كثيرا إلى أن هدمت عام 439م ودمرت مرة أخرى عام 533م على يد آخر ملوك الوندال بعد انحطاطها وتدهورها. وفي القرن الـسابع للميلاد دخل إليها العرب المسلمون وأسموها رأس سكيكدة.

## أصل السكان
هنالك نقص في الوثائق القديمة الخاصة بأصل سكان مدينة سكيكدة، فلا يوجد إلا تقارير البحوث التي قام بها شارل فرود Charles Freud لفائدة الجيش الاستعماري الفرنسي، المنشورة في المجلة الإفريقية ” Revue africaine ” في عددها 110 لسنة 1875 والتي رجحها لصالح تطوير الحالة العسكرية والتوسع الاستعماري، وهذا لا يبدو غريبا لأن فرود كان ينتمي إلى موليات العشرية الأولى من الغزو الاستعماري في الجزائر. وكان مكلفا بجمع أكبر كم ممكن من المعلومات والأخبار حول البلد والسكان الجزائريين حتى يسمح للمستعمر باختيار عدة استراتيجيات من أجل الاستقرار والاحتلال. فتقاريره كانت ذات بعد عسكري توسعي لا يمكن اعتبارها كمرجع تاريخي. أحسن تعريف من أجل وصف هذه العلاقات هو الحديث عن نوع من المراجع المفصلة لقبائل هذه المنطقة، وكذلك تلك المنحصرة بين بحيرة فزازة في الشرق وواد زهور في الغرب، البحر المتوسط في الشمال وواد سمندو في الجنوب حيث سكنها ليس اقل من 22 قبيلة ( أو دوار) و هي رجاتا – بني مهنا – ولا د عطية التوميات – عولما – ماسلا – بني ولبان – ولد الحاج – بني الساحق لواد ساهل – زرامنة – بني بونايم – سفيسفا – مجاجدا بني صالح – زردازة – بني الساحق القوفي – بني فرقان _ مساليا _ تعادبنة _ وشاويا ريفية – عشاش – ولا د احميدش _ ولد معزوز – ولد عطية لجبال القل بني توفوت . هذه القائمة بالطبع يمكن أن تكون غير دقيقة سهوا أو عن غير معرفة لا سيما بسبب خلافات نزع الملكية لتفكيك المنظمات العشائرية وإعادة التركيب الاجتماعي للسكان الأصليين وكذلك ترحيل وابادة عدد كبير من القبائل والمجموعات طيلة مراحل الاحتلال التي عرفتها سكيكدة . من جانب آخر، وبالنظر إلي مراجع أخرى سكيكدة بصفتها منطقة الشمال القسنطيني تنتمي للطرف الأقصى الذي يسمونه الجغرافيون مثل ” فدال دولابلاش ” « Vidal de la blache» دسبوا « Dispois » رينال « Raynal » بالقبائل الشرقية « Kabylie orientale” حتى أن الأجداد المؤسسون لعرش بني مهنا يؤكدون أن مهنا يرجع لقبيلة آيت ملول للقبائل الكبرى . عرش بني مهنا كان قبل الاحتلال الفرنسي من اتحادية عشيرية تضم دوائر بني مهنا، دوائر كركيرا، ولد كزار والحجاجميا مسلاويا، ولد النوار بني يشير، بني بونايم القوفي وبني بونايم السفيسفا، زرامنا مجاجد وتعابنة . المعلومات المتعلقة بالنمط الحياتي لسكان المنطقة تقول أن هؤلاء كانوا في جزئهم الكبير جبليون ويعشون من الفلاحة، زراعة الأشجار ( أشجار الزيتون، الكروم ..) و زراعة الحبوب ( القمح والشعير ) و تربية بعض الحيوانات . و فيما بعد تطورت الزراعة وأصبحت تشمل الحقول الكبرى مثل الصفصاف والزرامنة كما تطورت البنايات من قبيلية إلي حضارية ما جعل النظام العشيري يختفي وتظهر محله حياة حضارية متطورة . تناوبت مختلف الحضارات علي ربوع سكيكدة وشربت من ماء شطآنها علي امتداد العصور الفارطة، فلم تعرف شعوب ما تطورا وتوسعا إلا سددت هذه المنطقة ضمن أهدافها وجعلت من ساحلها أحد أهم مرافيء تبادلاتها التجارية لتبني مجد حضورها وخلودها وكأن سكيكدة هي الحضارة والحضارة هي سكيكدة . و هكذا كانت هده المدينة المرحاب تأخذ في كل مرة شكل ونمط الحضارة التي تنمو بها، وتعكس أرجاؤها وأبنيتها مدى التحضر والازدهار الذي وصلت إليه تلك الشعوب . من هنا اكتسبت سكيكدة تاريخا غنيا وميراثا متنوعا وأصبحت شاهدا حيا وأمينا علي سنون وحقبات تاريخية مفعمة بالإبداعات والانتصارات، وما المسرح الروماني مثلا، إلا برهان على عبقرية الرمان في الهندسة المعمارية ودليل علي التوسع والرخاء الذي كان يعيشه هؤلاء… ، و أمثلة التاريخ في ذلك كثيرة ومتنوعة. و في حقيقة الأمر كل حدث وقع في الأزمنة الفارطة هو بصمة أبدية علي جبين سكيكدة وكل بصمة هي خطوة هامة وكبيرة من تاريخها … فهي مهد الحضارات ونتاجها أيضا . لاكتشاف والتعرف علي أصول سكيكدة ندعوك للسفر معنا_ دون جواز سفر _ في اعماق التاريخ عبر ابعد العهود، ومختلف العصور لنتخطى حدود المكان ونتجاوز أبعاد الزمان فنختصر ما كان من الفترة القديمة ( التواجد الفنيقي، البربري، الروماني الوندالي البزنطي والإسلامي) إلي الفترة الحديثة والمعاصرة . ( الاحتلال الفرنسي ) و نتوقف عند كل مرحلة من هذه المراحل التي تركت بصماتها شاهدا علي عظمة الحياة القديمة المتلاشية في هذه المنطقة .

## قبائل سكيكدة
هناك حوالي 22 قبيلة( أو دوار) منحصرة بين بحيرة فزازة في الشرق وواد زهور في الغرب، البحر المتوسط في الشمال وواد سمندو في الجنوب حيث سكنها ليس اقل وهي رجاتا – بني مهنا – ولا د عطية التوميات – عولما – ماسلا – بني ولبان – ولد الحاج – بني الساحق لواد ساهل – زرامنة – بني بونايم – سفيسفا – مجاجدا بني صالح – زردازة – بني الساحق القوفي – بني فرقان _ مساليا _ تعادبنة _ وشاويا ريفية – عشاش – ولا د احميدش _ ولد معزوز – ولد عطية لجبال القل بني توفو .
هذه القائمة غبر دقيقة لا محالة بسبب إعادة التركيب الاجتماعي للسكان الأصليين وكذلك ترحيل وابادة عدد كبير من القبائل والمجموعات طيلة مراحل الاحتلال التي عرفتها سكيكدة .
من جانب آخر، وبالنظر إلي مراجع أخرى سكيكدة بصفتها منطقة الشمال القسنطيني تنتمي للطرف الأقصى الذي يسمونه الجغرافيون مثل ” فدال ” دسبوا رينال بالقبائل الشرقية حتى أن الأجداد المؤسسون لعرش بني مهنا يؤكدون أن مهنا يرجع لقبيلة آيت ملول للقبائل الكبرى .
عرش بني مهنا كان قبل الاحتلال الفرنسي من اتحادية عشيرية تضم دوائر بني مهنا، دوائر كركيرا، ولد كزار والحجاجميا مسلاويا، ولد النوار بني يشير، بني بونايم القوفي وبني بونايم السفيسفا، زرامنا مجاجد وتعابنة .

## فترة ما قبل التاريخ لسكيكدة
تتكون هذه الفترة التي لا نعرف عنها سوى القليل، من مرحلتين : المرحلة الأولى ظهرت باكتشاف مجموعة من الآثار في نواحي تمالوس ووكركرة في المنطقة الغربية لأسفل المرتفعات وكذلك في سوق اليهود قريبا من بونقرة في شبه جزيرة القل. تتمثل هذه الآثار في روائع مغليثية هامة، عبارة عن نصب ومعالم تعود للعصر النيوليتي، ( عام 20.000 قبل الميلاد) كما وجدت أيضا مغارات قديمة بالمكان . أما المرحلة الثانية فتعتبر في الواقع فجر وبداية العصر التاريخي ( بداية التأريخ ) و يربط المؤرخ الفرنسي المشهور قسل ستيفان ” 1864 – 1932 ” هذه الفترة بعشيرة ذات أصول لاتينية اختارت السكن في هذه المنطقة يشار اليها بـ القتومة ( cutuma ) أو ما تعرف بكتامة، القبيلة البربرية التي تشمل حدود اقليمها بجاية، عنابة ، بقاي بالأوراس (غربا، شرقا وجنوبا علي التوالي) .

## الفترة الفينيقة
كتابات كثيرة تتحدث عن امتداد حضارة الفنيقيين خارج حدودهم الأصلية إذ سجل وصولهم إلي سواحل المحيط الأطلسي في حوالي 2000 ق.م فقد عرف عن الفنيقين مهارتهم في الملاحة البحرية، لأنهم آمنوا أن الازدهار والرخاء و إثمار الثروات والتطور الاقتصادي لا يمكن أن يتحقق إلا من وراء الحدود البحرية، لذلك كان يجب تجاوز محيطات وبحار لبلوغ أهدافهم التوسعية . إلا أن المسافة بين المدينة الأم فنيقيا والمراكز التجارية الكبيرة الواقعة علي طول الواجهة البحرية للقارة كانت بعيدة جدا، ما دفع الفنيقيين إلى تأسيس مباسط تجارية للسلع وهي عبارة عن مراكز توقف للاستراحة وتموين و إصلاح السفن، تطورت فيما بعد إلى أسواق تجارية. و في هذا السياق أسس فنيقيو مدينة تير، مدينة عتيقا ( utique ) في إفريقيا القديمة ( تونس حاليا ) سنة 1100 ق.م وتعتبر هذه المدينة كأقدم مبسط، وهذا ما يعكسه اسمها ( عتيقا ) الذي يعني باللغة الفنيقية (العتيقة أو القديمة). فيما بعد في حوالي سنة 814 ق.م تأسست قرطاجة ( قرطاجنة ) و هكذا وضعت مدينة ( عتيقا ) نقطة الانطلاق لسلسلة متوالية من المنشآت المرفئية على طول الواجهة البحرية الغربية للبحر المتوسط، وهي تحتل بذلك وضعية جيو_إستراتيجية لأنها في مأمن من تأثير الرياح العنيفة . وقد كان موقع هذه المباسط التجارية كل 30 كلم على امتداد الساحل الغربي فسفن تلك الفترة لم تكن مستعدة بعد للمغامرة في مد البحار. يمكن أن نذكر من بين هذه المنشآت: سلداي (بجاية حالياً)، ايول (شرشال حالياً)، كرتناي (تنس حالياً)، اكوزيم (الجزائر حالياً)، اجلجلى(جيجل حالياً)، هيبوريجوس (عنابة حالياً)…. وبين القرن الحادي عشر والثاني عشر قبل المسيح ظهرت للوجود كل من المنشآت المرفئية : روسيكاد (سكيكدة)، كولو(القل حالياً) تصف (الصفصاف) وتعني أيضا زرامنا وأستورا (ستورا) ، وكلها تابعة حاليا لولاية سكيكدة. وقد أنشأ مبسط الصفصاف على حافتي المصب القديم لمجرى المياه الحالي(زرامنة)، ليس بعيدا عن محطة القطار الحالية، وساحة أول نوفمبر. و سمي بهذا الاسم لأن حافتي المجرى كانتا محاطتين بالصفصاف، فكل مجرى مياه محاط بالصفصاف كان يسمى عند الفينقيين tsaf tsaf . روسيكاد تسمية فينيقية متكونة من كلمتين روس وتعني رأس واكاد تنطق أوكاد وتعني المنارة ومعناها الكامل رأس المنارة ونجد هذا الاسم مشابها كثيرا لاسمين أطلقهما الفنيقيون على مدينتين ساحليتين أخريتين هما Rusazir ( أزفون ) و rusuccum ( روسوكوم ) فقد كان الفنيقيون يوقدون النار فوق شناخ روسكاد ( و هو طرف الجبل الداخل في البحر) كل ليلة حتى يوجهوا البحارة القادمون من الشرق نحو استورا، (فالمنارات لم تكن موجودة بعد أنشأت لأول مرة من طرف اليونان في الإسكندرية بمصر علي جزيرة فاروس ” pharos ” في عهد فلدف بتوليمي الثاني ” ptolémée II phililadelple ” في القرن الثالث قبل المسيح). ونظرا لموقع روسيكاد الامتيازي المرتفع بالنسبة للشناخ المجاورة كانت المكان الأمثل لاحتضان منارة. على بعد 3 كلم من غرب روسيكاد يقع مبسط أستورا هذا الاسم البونيقي يستمد أصله من الجذر ستر الذي يعني الستر والحماية . واستورا تعني أيضا آلهة الحب والجمال عند الفينيقيين، كما تعتبر الآلهة الحامية والحافظة للبحارة. وكون أستورا خليج ذو مياه دائما هادئة، يعزز ويقوي اعتقادات البحارة حول ميزة الحماية لستورا، حيث تحميهم من هول البحر وتحمي كذلك الميناء من الرياح العنيفة الشمالية ـ الغربية العاصفة بالمنطقة . عرفت روسيكاد خلال هذه الفترة تطورا هاما على جميع المستويات حيث أصبحت المركز الحساس لكل النشاطات التجارية، تترصع حوله شولو وصفصاف. اليوم لم يبق من هذه المدينة الفينيقية الكبيرة سوى بعض الآثار الجنائزية واقعة في أعالي ستورا : مقابر ستورا ( الموقع الحالي لمبنى HLM قرب الساعة ) وروسيكاد القديمة على حافتي مقر الولاية في موقع مطل على الخليج. طيلة هذه المرحلة من احتلال روسيكاد أدخل الفينيقيون استعمال
البرنز والحديد وكذا الأعداد والحروف، كما علموا للأهالي أنجع الطرق لزراعة الكروم وكيفية تقليم الزيتيات للحصول على شجر الزيتون.

## الفترة النوميدية
في سنة 202 ق.م هزم جيش الجنرال القرطاجي حنبعل في معركة زامـة ( تونس حاليا) بعد مشادات عنيفة تواجه فيها مع الحلف المبرم بين الرومان بقيادة سيبيون الأفريقي ” scipion” والخيالة النوميدية تحت اشراف القائد ماسيل ماسنيسا. فأصبحت روسيكادا وستورا تابعتان مباشرة لماسنيسا وحلفائه الرومان تحت راية المملكة النوميدية الممتدة من فاقا ( بيجا في تونس) إلى غاية بيلوشة ( مولويا حاليا ) ، النهر المحادي لموريطانيا وتورجيتان ( المغرب حاليا )، و حول الرومان تصفصاف إلى تابس أو تبسوس. كانت عاصمة هذه المملكة هي سيرتا cirta تنطق كرتا ” qurta ” ” كوراتا ” و هي كلمة من أصل فنيقي تعني المدينة . خلال هذه الفترة عرفت روسيكاد مستوى تطور جد مهم فقد كانت تساهم بصفة ملحوظة في تحسين العلاقات التجارية مع المقر الرئيسي للرومان أي المدينة الكبرى روما. هذا التعاون الثنائي سمح لسيرتا بأن تصبح نقطة التموين الرئيسية للإنتاج الفلاحي الذي بلغ درجة كبيرة من التطور، كما جعل منها بالنسبة للرومان المركز الرئيسي للمد باللحوم والزيتون والثمار لكل المستعمرات. رغم هذا التطور التجاري، عرفت الفترة النوميدية نقصا في شبكة الطرقات وهو المشكل الذي واجه الرومان ( خلال فترة احتلالهم للمنطقة ) حيث لم يجدوا سوى بعض المعابر غير المهيأة والطرق الجبلية مما دفعهم إلى إنشاء شبكة كبيرة للطرقات في روسيكاد . التعاون النوميدي الروماني كان بعيدا على أن يكون ميناء سلام، لأن نوايا الرومان العدوانية بدأت تظهر في الأفق، خاصة بعد انهيار قرطاجة سنة 146 ق.م، واهتمام الرومان عن قرب بمملكة نوميديا لإيقاف توسعها ووضع نقطة النهاية لمصيرها

## الفترة الرومانية
عندما انفجر الوضع المتأزم حول العرش النوميدي أودى بحياة هيمصال وألحقت الهزيمة بأخيه أدربعل عندما حاول أن ينتقم لأخيه من يوغرطة فأحال أدربعل القضية على مجلس الشيوخ الروماني لتأييده، فبادر مجلس الشيوخ بإرسال لجنة يرأسها أوبيميوس (OPIMIUS ) لتقسيم المملكة النوميدية بين أدربعل ويوغرطة وهذا عام 116 ق.م. نتج عن ذلك التقسيم منح المنطقة الشرقية من نوميديا المجاورة لولاية إفريقيا إلى أدربعل، بينما كان القسم الغربي من المملكة نصيبا ليوغرطة، فاستغل هذا الأخير سمعته ومجده السياسي على حساب ابن عمه أدربعل وهاجمه عام 113 ق.م وحاصر سيرتا إلى أن سقطت في يده في العام التالي وإنتهت العملية بمقتل خصمه أدربعل في صيف 112 ق.م وتحطيم قوة المقاومين الرومان الذين رأوا الخطر الوطني يعصف بمصالحهم في البلاد. و بنهاية أدربعل أصبحت نوميديا بشريطها الشرقي والغربي مملكة موحدة تحت زعامة يوغرطة. و على إثر هذه التطورات الخطيرة على المصالح الرمانية وجدت روما نفسها وجها لوجه مع يوغرطة الطموح الذي هدم حاجز الأمان بينه وبين الرومان بعد أن استولى على القسم الشرقي من نوميديا، وبات من المؤكد لدى الرومان أن يوغرطة لن يتردد في مهاجمة الولاية الرومانية من أجل تحرير المنطقة الغربية كلها من السيطرة الرومانية. فعملوا على إخضاعه وأعلن مجلس الشيوخ استئناف القتال ضد المملكة النوميدية، لإرغام يوغرطة على الخضوع وتمكن الرومان بعد معارك ضارية من القبض عليه سنة 105 ق.م واتخذوا من سيرتا (العاصمة التقليدية لمملكة نوميديا عاصمة للكونفدرالية الرومانية)، التي تضم أهم وأشهر المدن كالقل، ميلة و سكيكدة وبالتالي أصبحت روسيكاد وسطورة مستعمرات رومانية عرفت تطورا اقتصاديا وتجاريا كبيرا. و باعتبار أن الرومان واجهوا عدة صعوبات في نقل البضائع وعائدات الفلاحة قاموا بإنجاز شبكة كبيرة من الطرقات تسمح لهم بتبادلات تجارية مع المدن المجاورة، فقد كانت روسيكاد المحور الرئيسي للتجارة. من بين الطرق المنجزة : الطريق الذي يربط سيرتا بميناء روسيكاد الطريق الشمالي الغربي الذي يمر بمحاذاة الساحل ويعبر واد العناب ويصل حتى منطقة الهيبون (عنابة)، الطريق الذي يأخذ إتجاه الشرق ويمر عبر المناطق الداخلية وواد الصفصاف ويتفرع منه طريقين الأول في إتجاه قالمة والآخر في اتجاه الجنوب حيث ينتهي في ميلة. فيما بعد الجنرال بومبي (Pompée) عدو جول سيزار هزم مع حليفه جوبا الأول ملك النوميدين في تايسوس الإفريقية (تونس حاليا) سنة 46 ق.م في إطار النضال من أجل الحكم. ثم انتحر جوبا الأول وخلفه ابنه جوبا الثاني الذي نشأ في ساحة روما، وكان ملكا لموريتانيا “لول قيصرية” (شرشال حاليا) في حوالي سنة 25 ق.م وتزوج سلين كليوباترا ابنة أطوان وملكة مصر كليوباترا التي أنشأ لها زوجها مقام (Tombeau de la chrétienne) وبعد انتصار سيزار سنة 47 ق.م عرفت المدينة عدة تغيرات فتحولت إلى مستعمرة رومانية تابعة لسيتيوس وبقيت تعرف بنفس الاسم (Rusicade) كما تدل على ذلك الكتابات التسجيلية الموجودة بمسرح المدينة، وقد تركز النشاط التجاري خلال هذه الفترة على ميناء روسيكاد. بعد قرن من الاحتلال الروماني تحولت روسيكاد إلى كيان بلدي يدار حسب قوانينه الخاصة وتحول سكانه تدريجيا إلى مواطنين كاملي الحقوق تحت إدارة والي موضوع (Precfetus) و ولات مختارين. دام الاحتلال الروماني عدة قرون ولم يزل حتى ترك ورائه العديد من الآثار الهامة التي يمكن مشاهدة بعضها في المتحف. و قد عرفت روسيكاد عصرها الذهبي خلال حكم الأنتونيس في القرن الثاني للميلاد وبالضبط ما بين 182 و96 بعد الميلاد، حيث أصبحت مدينة قوية وثرية بلغ عدد سكانها الـ 100.000 نسمة وما سعة المسرح الروماني الذي يستطيع أن يحوي 3000 متفرج إلا دليل على ذلك التوسع الكبير. و يمكن ملاحظة أن مخطط الطرق “لفليب فيل” المدينة الاستعمارية الفرنسية وضع فوق مخطط المدينة الرومانية روسيكاد، ما عدا واد الزرامنة فقد ترك المكان للطريق الوطني الحالي ديدوش مراد بعدما غير مجراه من طرف السلطات الفرنسية خلال فترة الاحتلال إلى صفصاف. في كل مدينة رومانية هناك طريق رئيسي يدعى كاردو ماكسيموس (Cardo maximus) مقطوع في مركزه بالدوكمنوس (Decumanus). بالنسبة لرسيكاد الكاردوما كيسموس لديه اتجاه شمالي – جنوبي من جهة ومن جهة ثانية في الصفصاف أو Thapsus (زرامنة حاليا هي طريق ديدوش مراد) والدوكمنوس يظهر اتجاه شمالي غربي ويعني الطريق الحالي بوجمعة الباردي الذي يقطع الطريق الوطني في اتجاه مقر مديرية التربية. و هناك مخلفات أخرى هي شواهد أيضا من الاحتلال الروماني وهي : – الفوروم الروماني (forum romain) المشيد في مركز مدينة روسيكاد والذي يعتبر مكان التقاء لمختلف النشاطات الاجتماعية الثقافية والسياسية و هو الساحة العمومية وقلب المدينة الذي يلتقي فيه الناس في وقت فراغهم، وفيه كانت تتم الانتخابات و تقام أيضا المحاكم و يرأس فيه الحكام اجتماعات المجلس البلدي. – جسور الطريق العالي لستورا التي كانت جسور رومانية منشأة بصخور كبيرة والتي غطتها البلدية للأسف بالبلاط في بداية سنوات الثمانينيات. – أسس المسرح البلدي هي نفسها أسس معبد فينوس (vénus) و قد غطت هي الأخرى للأسف بالبلاط في بداية التسعينيات. – أسس مستشفى ونزل السلام هي أسس جوبيتر(jupiter appenin) و بلون (Belone)، إله الحرب.

## الفترة الوندالية
ظلت روسيكاد لفترة طويلة تحتفظ بمكانتها و ازدهارها كونها المنفذ و الميناء الذي يربط المستعمرة بروما سواء تجاريا أو اقتصاديا و شكلت مع ستورا الميناء الفينيقي القديم مستعمرة واحدة، إلى غاية قدوم الونداليين إلى شواطئ الشمال الإفريقي، حيث عرفت نهاية مأساوية. فالملك الوندالي جينسيريك (Genissek) لم يترك الفرصة تفلت من بين يديه و تقدم بجيوشه إلى نوميديا فحاصر بونة و هزم أعداؤه الرومان عام 431 م ثم ابرم اتفاقية (بونة) مع الرومان و هي اتفاقية كان يهدف من ورائها ملك الوندال ربح الوقت ريثما يتم إعداد قوته العسكرية لطرد الرومان نهائيا من إفريقيا، و قد ظهرت هذه النية في هجومه المفاجئ على قرطاجنة سنة 439م. لم يدخل الوندال أي تغيير إداري يذكر في الجزائر ككل بل أبقوا لسكانها نظامهم القديم و مجالسهم البلدية، ما عدا نظامهم العقاري الذي تغير كثيرا فقد استولى الوندال بالعنف على الأراضي و قاموا بعدة أعمال تدل على بشاعة حكمهم ولم ينشئوا الكثير ما عدا بعض المراكز العسكرية. و قد عانت سكيكدة خلال هذه الفترة ما عانته كل المدن إلى أن هدمت سنة 439م لكن هذا التاريخ يبقى غير مؤكد كون أن تمثيل المدينة على مستوى أعلى استمر إلى غاية 485م و المؤكد أن المدينة تهدمت سنة 533م أي قرن بعد ذلك على يد آخر ملك للوندال بعد انحطاط لم تعرفه من قبل.

## الفترة الإسلامية
انطلاقا من القرن السابع و وصول المسلمون إلى منطقة المغرب تعربت المنطقة، وكانت اللغة العربية سهلة التعلم لأن أهل المنطقة تعودوا على استعمال اللغة اليونية (القرطاجية) مع اللغة البربرية و اللاتينية. و الاسم الحالي لروسيكاد يستمد أصوله من العربية. حيث تحول من حيث النطق إلى sucaïcada أو Ras skikda أي راس سكيكدة لتحديد النقطة الأكثر علوا شرق المدينة، و لقد تعرض لها بالذكر الكثير من المؤرخين كالبكري و الإدريسي. . . و خلال دخول العثمانيين دخلت سكيكدة ضمن بيلك قسنطينة وعاصمته قسنطينة.

## الإستعمار الفرنسي
في يوم 13 أكتوبر 1837 احتل الجيش الفرنسي مدينة قسنطينة بعد قتال عنيف ومقاومة بطولية ومن ثم بدأت السلطات الاستعمارية البحث عن منفذ نحو البحر أقرب إلى قسنطينة من ميناء القل ذو المسالك الوعرة والخطيرة بالنسبة للغزاة، فأرسلت الجنرال نيقرتي للتعرف على سكيكدة وميناء ستورا وهكذا ثم الاحتلال الفوري للمنطقة.
وانطلق الجنرال نيقرتي يوم 7 أفريل 1838 من قسنطينة على رأس جيشه ووصل في 9 أفريل إلى حوض رمضان جمال بتراب قبيلة بني مهنة وفي نفس اليوم وعلى الساعة الثانية بعد الزوال وقف نيقرتي أمام أطلال روسيكا دا بالربوة التي أطلق عليها اسمه (Le mamelon Negerier والمعروفة باسم دار بن حورية واستقبل هناك القائد السعودي الذي اختار أن يكون عميلا يخدم مصالح الاستعمار بعدما خدم العثمانيين.
وفي الوقت الذي تقابل فيه القائد السعودي مع الجنرال نيفرتي أطلقت النيران من الربوات المجاورة على الجيش الاستعماري وأجبرته على الرحيل في الصباح، وهكذا اتجه نيقرتي إلى ستورا التي كانت تكسو قممها غابات الفلين الكثيفة وفي هذه المرتفعات وبوادي زرزور بالضبط اعترض العدو ومقاومون مشاة مع بعض الفرسان 3000 مقاوم وأطلقت النيران بشدة وخلفت العديد من القتلى والجرحى.
ابتداءا من شهر أوت من نفس السنة تولى الجنرال فالى (Valée) الحكم العام للجزائر وأمر باحتلال سكيكدة التي وصل إليها يوم 7 أكتوبر 1838، وأسس بها مركزا عسكريا دائما وأقيمت القيادة العامة بمكان معبد بيلون : القلعة الرومانية أي المكان الذي شيد فيه فندق السلام في السبعينات الأخيرة.
وفي نفس الوقت الذي وصل فيه وجد فالي بخليج سطورة سفينة لوسفينكس
(le sphinx) القادمة من ميناء عنابة والتي كانت تحمل عتادا حربيا ومواد غذائية وفي ليلة 7 إلى 8 أكتوبر أطلقت النيران على مواقف الجيش الاستعماري ومع اشتداد المقاومة اختير واد الزرامنة لبناء المدينة الاستعمارية على أطلال روسيكاد، وقرر تهديم السيرك العتيق لتطويقها بجدار ذو أربعة أبواب : باب البحر شمالا (مكان النزل البلدي) وباب قسنطينة جنوبا (مكان النصب التذكاري لعشرين أوت 1955) وباب الأوراس غربا في مرتفع سكيكدة، ورغم وجود الجدار استطاع المقاومون الدخول إلى وسط المدينة لتنفيذ عملياتهم.
استمرت المقاومة ضد الاحتلال بمنطقة سكيكدة حتى سنة 1860 وتزعمها بعد سي زغدود سيدي محمد بودالي وبوسبع وسيدي محمد ولد رسول الله. ومحمد بن عبد الله، وفي نفس الفترة شيد مسجد سيدي علي الديب 1844/1846 وبلدية سكيكدة 1848 الكائنة بنهج بوجمعة لباردي وشيد أيضا المسرح البلدي الجميل.
في سنة 1945 فتحت مطبعة في المدينة ونشرت أول صحيفة محلية اسمها le (courrier de philippe vill) أي بريد فليب فيل، ويجدر الذكر أن المدينة اتخذت تسمية فليب فيل يوم 17 نوفمبر 1838 )بعدما أخذت مدة شهر اسم (fort de france) أي حصن فرنسا) تمجيدا للملك الفرنسي لويس فيلب
ولاية سكيكدة في الحركة الوطنية
في العهد الاستعماري كادت ولاية سكيكدة الحلية إحدى الدوائر الكبرى لعمالة قسنطينة تتوسط الجزء الشمالي منها، وبسبب موقعها الجغرافي المتميز استقر بها عدد معتبر من المعمرين واقامو المنشات التي تخدم استيطانهم موزعة بشكل يؤطر ويحاصر الأهالي ثم أستو لو على أجواد الأراضي الزراعية وانتزعوها من ماليكيها واستوطنوها، وأهم مدنها سكيكدة، القل الحروش عزابة وغيرهم هم من القرى،
و قد كان التركيز على مدينة سكيكدة فيليب فيل ملفتا للانتباه،
لقد كان دخول الاستعمار الفرنسي إلى مدينة سكيكدة يوم 9، أفريل 1938 ،و اصطدم بمقاومات عنيفة و متتالية من السكان الأهالي في مختلف القرى و الدواوير و المشاتي و إن كانت غير منظمة إلا إن المقاومة كانت واستمرت و برز فيها مقاومون عنيدون سجلوا بطولات أمثال بوبقرة و زغدود،
ومع مطلع القرن العشرين سنة 1904 عمال ميناء مدينة سكيكدة يخرجون في مظاهرة احتجاجية
و يرفعون العلم الوطني ( في شكل تقريبي للعلم الوطني الحالي) لأول مرة،
1914ـ 1920 احتاج و تمرد بعض الشباب ضد التجنيد الإجباري للحرب العالمية الأولى و ظهور ما يسمى بالخارجين عن القانون ـ في نظر الاستعمار ـ المدافعين عن الشرف و حركة الأمير خالد تسجل نشاطها في سكيكدة،
أما الحركة الوطنية بمفهومها السياسي التاريخي المتعارف عليه فإن ولاية سكيكدة كانت مسرحا نشطا لها، فعلى امتداد سنوات الثلاثينات و الأربعينات و بداية الخمسينات حتى اندلاع ثورة نوفمبر 1954 كانت الساحة السياسية الوطنية نشطة جدا في هذه المنطقة، وكل التشكيلات السياسية المعروفة آنذاك سجلت حضورها بدرجات متفاوتة، بالإضافة إلى جمعية العلماء المسلمين الجزائريين التي نشطت في مجالها الإصلاحي المعروف، كمحاربة الطرقية و فتح المدارس الحرة لتعليم اللغة العربية مثل مدرسة الإرشاد بسكيكدة،
أما الساحة السياسية للحركة الوطنية في سكيكدة فقد كان يحتلها بشكل واسع و يؤطرها تأطيرا محكما و دون منافس، ح- الشعب الجزائري ـ حركة الانتصار للحريات الديمقراطية ـ منذ انطلاقته بنجم الشمال الإفريقي و كل التطورات و الإحداث التي تعاقبت عليه حتى تأسيس المنظمة السرية، ثم اكتشافها إلى الأزمة التي تعرض لها وانقسامها حتى التحضير لثورة نوفمبر 1954 ،
كل الأحداث التي عاشها هذا الح-كانت سكيكدة ميدان حيويا لها،
ـ منذ الثلاثينات كان من سكيكدة ثلاثة أعضاء قياديين في ح-الشعب و هم مسعود بوقدوم و موسى بوالكروة عضوان في اللجنة المركزية و حسين لحول عضو اللجنة المركزية و أمين عام،
ـ دائرة سكيكدة ( الدائرة السياسية في تنظيم الح-) بأقسامها الأربعة سكيكدة، القل عزابة الحروش كانت تعد من الدوائر الكبرى على المستوى الوطني.
نظمت حركة الانتصار للحريات الديمقراطية في سكيكدة مسيرة كبرى يوم 8 ماي 1945 رفع خلالها العلم الوطني
( في شكله الحالي ) وانطلقت عبر شارع بشير بوقدوم حاليا واجتازت ساحة الشهداء حتى تصدت لها وفرقتها قوات الأمن الاستعماري و أعقبتها ملاحقات واعتقالات في صفوف المناضلين،
عن دخول حركة الانتصار للحريات الديمقراطية بمرشحها في مختلف انتخابات المجالس البلدية والجهوية والمجلس الجزائري والفوز الذي حققته فيها رغم مضايقات الإدارة الاستعمارية دليل يؤكد مدى انتشار هذه الحركة و قوة تأطيرها للشعب الجزائري في هذه المنطقة،
ومن المناضلين المرشحين باسم حركة الانتصار الفائزين في مختلف المجالس
بوقدوم المدعو سي الحواس، العربي دماغ العتروس، زيغود يوسف ، علي منجلي ، بشير بوقدوم ، لساق عبد الحميد و غيرهم .
مع بداية تشكيل الحركة السرية من طرف حركة الانتصار للحريات الديمقراطية تشكلت الخلايا السرية لهذا التنظيم بولاية سكيكدة ،
في كل من سكيكدة الحروش ،القل، عزابة
و كان المشرفون و المراقبون الجهويون كثيرا ما يزورون مدينة سكيكدة في جولات تفقدية تنظيمية سرية أمثال محمد بوضياف ، ديدوش مراد ، زيغود يوسف ، وبرز من المسئولين المحليين للمنظمة السرية سكيكدة بوكرمة بوجمعة المدعو عيسى .
على إثر حادثة تبسة ، كشف البوليس الاستعمار حقيقة المنظمة السرية و حجز وثائق تواجدها عبر الوطن،
تعرض منزل المناضل بوكرمة بوجمعة المدعو عيسى سكيكدة على محاصرة البوليس ببيانات تؤكد تواجد مخزن الأسلحة و فعلا وجده ، فاحتجز كمية معتبرة من الأسلحة و ألقي القبض على بوكرمة بوجمعة وواصلوا ملاحقة مناضلين المنظمة السرية الذي كان عددهم كبير بولاية سكيكدة

### ثورة التحرير الوطني

على إثر الاجتماع التاريخي لمجموعة 22 و تقرير تفجير الثورة قسمت الجزائر إلى (5) مناطق كما هو معلوم و أصبحت ولاية سكيكدة تابعة لمنطقة الثانية (2) الشمال القسنطيني و تسمى اصطلاحا منطقة السمندو تحت قيادة الشهيد البطل ديدوش مراد و مساعدة زيغود يوسف ، لخضر بن طوبال مصطفى بن عودة ،
وفي ليلة أول نوفمبر 1954 تشكل فوجان من المجاهدين الأوائل فوج هاجم ثكنة الجند رمة بمدينة السمندو و آخر حرق مستودع الفلين بمدينة الحروش و بذلك سجلت الانطلاقة المسلحة لثورة نوفمبر 1954 في هذه المنطقة و شهد شهر نوفمبر و ديسمبر 54 عملا ثوريا نشيطا بالمنطقة تمثل في العمليات الفدائية و التخريبية للمنشآت الاقتصادية للاستعمار خاصة قطع أعمدة الهاتف و الكهرباء و مهاجمة مزارع المعمرين إلى جانب العمل التنظيمي الثوري عبر الدواوير و المشاتي تمثل في جمع الأسلحة و شرح القضية والتجنيد لها ،
و مواجهة لذلك قامت السلطات الاستعمارية بملاحقة مناضلين حركة الانتصار للحريات الديمقراطية واعتقالهم